# Distorsio habei
Distorsio habei is een slakkensoort uit de familie van de Personidae. De wetenschappelijke naam van de soort is voor het eerst geldig gepubliceerd in 1972 door Lewis.